# Fish Face
Fish Face – album polskiego trębacza jazzowego Tomasza Stańki nagrany z dwoma perkusistami. Jednym z nich był amerykański muzyk Stu Martin, którego głównym instrumentem podczas tej sesji był jednak syntezator. Drugim perkusistą był Janusz Stefański.
Nagrania powstały w sierpniu 1973 w Studiu Polskiego Radia w Warszawie. Wszystkie utwory są kompozycjami Tomasza Stańki. Winylowy LP ukazał się w 1974 jako ósme z kolei wydawnictwo Klubu Płytowego Polskiego Stowarzyszenia Jazzowego (opatrzone napisem: płyta do użytku wewnętrznego). Wydawcą było Polskie Stowarzyszenie Jazzowe, płytę wyprodukowały Polskie Nagrania z numerem Z-SX 0562 i Z-SXL 0562) (numery matryc: Z-S-3 XW-562 a, Z-S-3 XW-562 b).

## Muzycy
- Tomasz Stańko – trąbka
- Stu Martin – perkusja, syntezator (ECM Synthi)
- Janusz Stefański – perkusja

## Lista utworów
Strona A
| 1. | „Fish Face” | 18:45 |
|    |             |       |
|    |             | 18:45 |
|    |             |       |
Strona B
| 1. | „Fat Belly Ellie” | 7:06  |
|    |                   |       |
| 2. | „Mike Spike”      | 12:57 |
|    |                   |       |
|    |                   | 20:03 |
|    |                   |       |